# Brookland, Kent
Brookland är en ort och civil parish i grevskapet Kent i sydöstra England. Orten ligger i distriktet Folkestone and Hythe, cirka 8 kilometer väster om New Romney. Tätorten (built-up area) hade 480 invånare vid folkräkningen år 2021.